# Старкс, Маркел
Маркел Старкс (англ. Markel Starks; род. 21 февраля 1991, Аккокик, штат Мэриленд, США) — американский профессиональный баскетболист, играющий на позиции разыгрывающего защитника.

## Карьера
Не став выбранным на драфте НБА 2014 года, Старкс выступал за «Детройт Пистонс» в Летней лиге НБА в Орландо и за «Миннесоту Тимбервулвз» в Летней лиге НБА в Лас-Вегасе.
В июле 2014 года Старкс подписал первый профессиональный контракт с «Ферентино». В 34 матчах его статистика составила 14,7 очка, 4,0 передачи и 2,4 подбора.
В феврале 2016 года Старкс стал игроком «Ваноли».
В сезоне 2018/2019 Старкс являлся лидером польской «Зелёна-Гуры». В чемпионате Польши Маркел провёл 36 матчей, в среднем набирая 13,7 очка, 5,6 передачи, 2,4 подбора и 1,1 перехвата. В 24 матчах Единой лиги ВТБ его средняя статистика составила 11,5 очка, 4,8 передачи, 1,8 подбора и 0,8 перехвата.
В августе 2019 года Старкс перешёл в «Автодор». В Единой лиге ВТБ Маркел провёл 18 матчей, став лучшим в команде по набранным очкам (в среднем 14,4) и перехватам (1,2).
В июне 2020 года Старкс подписал с «Автодором» новый контракт. В 24 матчах Единой лиги ВТБ статистика Маркела составила 11,2 очка, 3,8 передачи и 1,7 подбора в среднем за игру.
В июне 2021 года Старкс стал игроком «Игокеа». В Лиге чемпионов ФИБА Маркел провёл 9 матчей и набрал 12,7 очка, 6,8 передачи и 1,3 подбора. В 14 матчах Адриатической лиге его статистика составила 10,2 очка, 5,6 передачи, 2,1 подбора и 0,9 перехвата.
В январе 2022 года Старкс перешёл в «Фенербахче» с которым стал чемпионом Турции.
В июне 2022 Старкс продолжил карьеру в «Дарюшшафаке».

## Достижения
- Чемпион Турции: 2021/2022